# Marlies Stotz

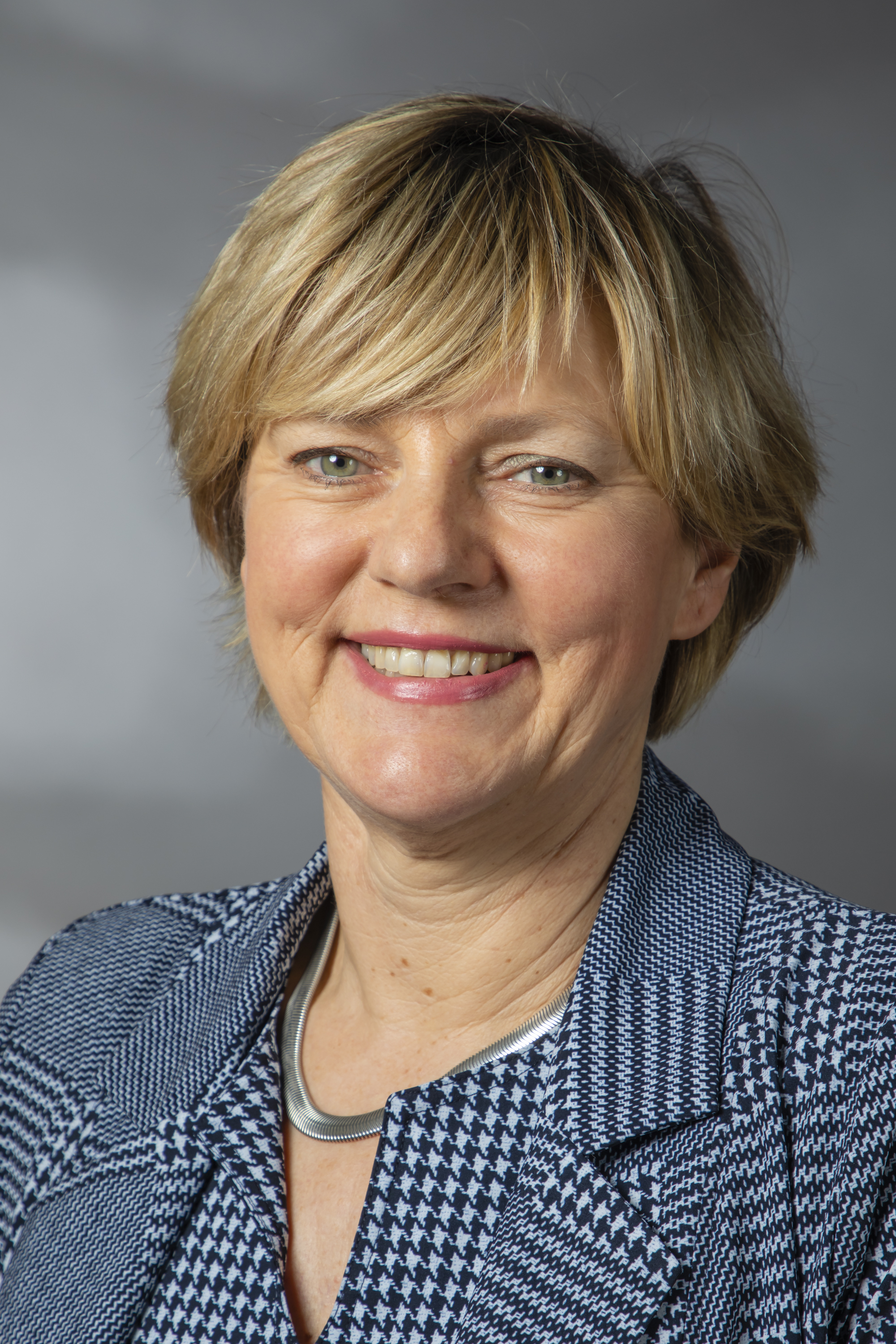
Marlies Stotz (2019)

Marlies Stotz (* 23. Juli 1959 in Lippstadt) ist eine deutsche Politikerin (SPD). Von 2000 bis 2022 war sie Abgeordnete des Landtags Nordrhein-Westfalen.

## Ausbildung und Beruf
Von 1976 bis 1979 absolvierte Stotz eine Ausbildung zur Großhandelskauffrau. 1983 holte sie das Abitur nach, anschließend besuchte sie eine Fachschule für Wirtschaft und erwarb einen Abschluss als staatlich geprüfte Betriebswirtin. Bis 1984 war sie als kaufmännische Angestellte tätig.

## Politik
Seit 1985 ist Stotz Mitglied der SPD und arbeitete von 1985 bis 2000 für verschiedene Mitglieder im Deutschen Bundestag und im Landtag Nordrhein-Westfalen. Von 2000 bis 2016 war sie Vorsitzende des SPD-Stadtverbandes Lippstadt. Seit 1989 war sie Mitglied im Rat von Lippstadt, von 1994 bis 2002 amtierte sie als stellvertretende Bürgermeisterin von Lippstadt.
Vom 2. Juni 2000 bis zum 31. Mai 2022 war sie Mitglied im Landtag Nordrhein-Westfalen (Wahlkreis 120 Soest II). Bei der Landtagswahl in Nordrhein-Westfalen 2012 gewann Stotz im Wahlkreis Soest II das Direktmandat, bei den anderen Wahlen zog sie stets über die Landesliste in den Landtag ein. Sie war Expertin für Bildungspolitik, langjährige Landesvorsitzende der SPD-Arbeitsgemeinschaft für Bildung (AfB) und saß deswegen in diversen Bildungsausschüssen. Nach der Landtagswahl 2022 schied sie aus dem Landtag aus.
Seit 1985 ist sie Mitglied der Gewerkschaft ÖTV, jetzt ver.di.